# Mina Nazareno
Mina Nazareno (* 7. August 2003) ist eine ecuadorianische Leichtathletin, die sich auf den Sprint spezialisiert hat.

## Sportliche Laufbahn
Erste internationale Erfahrungen sammelte Mina Nazareno im Jahr 2021, als sie bei den U20-Südamerikameisterschaften in Lima mit der ecuadorianischen 4-mal-100-Meter-Staffel in 48,83 s die Bronzemedaille gewann. Im Jahr darauf siegte sie in 44,50 s im Staffelbewerb bei den U23-Südamerikameisterschaften in Cascavel und 2025 gewann sie bei den Südamerikameisterschaften in Mar del Plata in 45,04 s gemeinsam mit Anahí Suárez, Nicole Caicedo und Nicole Chalá die Silbermedaille hinter dem brasilianischen Team.

## Persönliche Bestzeiten
- 100 Meter: 11,90 s (−0,7 m/s), 22. Juni 2023 in Málaga